# Taraz

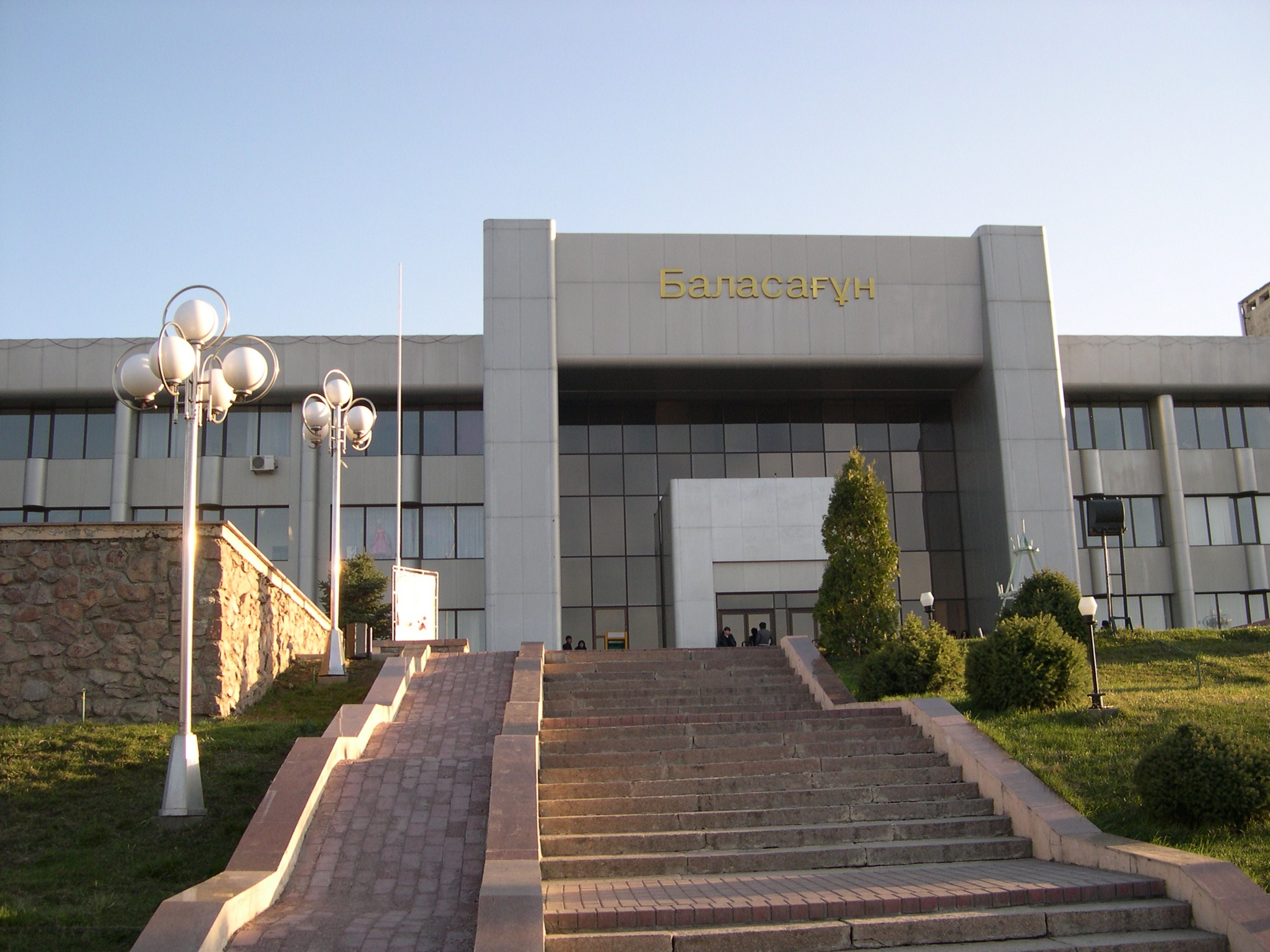
Stora konserthallen.

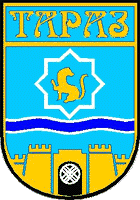
Emblem.

Taraz (kazakiska: Тараз, eller Talas, tidigare Dzjambul, Zjambyl) är en stad i södra Kazakstan med 330 100 invånare (2005), belägen vid Talasfloden nära gränsen till Kirgizistan. Den är huvudort i provinsen Taraz.
Staden har anor från 400-talet. Den hette Aulije-Ata, "helige fader", fram till 1936, Mirzojan mellan 1936 och 1938, Dzjambul, efter den kazakiske poeten Zjambul Zjabajuly (ryska: Джамбул Джабаев: Dzjambul Dzjabajev), fram till 1992, därefter Zjambyl till 1997 då den återfick det historiska namnet Taraz (alternativt Talas).
I närheten av Taraz stod år 751 slaget vid Talas där den kinesiska Tangdynastins armé under Gao Xianzhi besegrades av det abbasidiska kalifatet. En direkt följd av detta var att konsten att tillverka papper spreds till Centralasien av kinesiska krigsfångar och så småningom vidare till Europa. Det anses också att islamiseringen av turkfolken i Centralasien kom igång efter detta slag. 

## Sport
- FK Taraz